# Klein Wetzles
Klein Wetzles ist eine Ortschaft und als Kleinwetzles eine Katastralgemeinde der Stadtgemeinde Groß Gerungs im Bezirk Zwettl in Niederösterreich.

## Geschichte
Laut Adressbuch von Österreich waren im Jahr 1938 in der Ortsgemeinde Klein Wetzles ein Viehhändler und mehrere Landwirte ansässig.

## Siedlungsentwicklung
Zum Jahreswechsel 1979/1980 befanden sich in der Katastralgemeinde Kleinwetzles insgesamt 51 Bauflächen mit 17.412 m² und 3 Gärten auf 116 m², 1989/1990 gab es 50 Bauflächen. 1999/2000 war die Zahl der Bauflächen auf 110 angewachsen und 2009/2010 bestanden 74 Gebäude auf 112 Bauflächen.

## Bodennutzung
Die Katastralgemeinde ist land- und forstwirtschaftlich geprägt. 304 Hektar wurden zum Jahreswechsel 1979/1980 landwirtschaftlich genutzt und 334 Hektar waren forstwirtschaftlich geführte Waldflächen. 1999/2000 wurde auf 277 Hektar Landwirtschaft betrieben und 358 Hektar waren als forstwirtschaftlich genutzte Flächen ausgewiesen. Ende 2018 waren 257 Hektar als landwirtschaftliche Flächen genutzt und Forstwirtschaft wurde auf 357 Hektar betrieben. Die durchschnittliche Bodenklimazahl von Kleinwetzles beträgt 14,4 (Stand 2010).

## Persönlichkeiten
- Hermann Haneder (* 1952) war Präsident der AK Niederösterreich und Vorsitzender des nö. Gewerkschaftsbundes